# Reggenza di Probolinggo
La reggenza di Probolinggo (in indonesiano: Kabupaten Probolinggo) è una reggenza dell'Indonesia, situata nella provincia di Giava Orientale.